# Acma: Game
Acma: Game ist eine Manga-Serie, die von Meeb geschrieben und von Kōji Megumi illustriert wurde, die 2013 bis 2017 in Japan erschienen ist. Ein Dorama wurde im April 2024 ausgestrahlt, gefolgt von einem Kinofilm im Oktober desselben Jahres.

## Inhalt
Acma: Game dreht sich um den jungen Unternehmer Teruasa Oda, der nach dem mysteriösen Tod seines Vaters dessen riesiges Wirtschaftsimperium verliert. Als er beginnt, sein Leben und das Unternehmen neu aufzubauen, wird er in ein tödliches Spiel verwickelt, das sogenannte Akuma Game („Teufelsspiel“), bei dem Teilnehmer gegeneinander in psychologischen und strategischen Duellen antreten. Ziel ist es, 99 „Teufelsschlüssel“ (Devil's Keys) zu erlangen, die den Zugang zu einer übernatürlichen Macht ermöglichen sollen.
Die Spiele reichen von klassischen Denkspielen über Täuschung bis hin zu tödlichen Herausforderungen. Hinter dem Spiel steht eine geheime Organisation namens Gungnir, die weltweite Einflusssphären kontrolliert. Teruasa muss nicht nur gewinnen, sondern auch den Mord an seinem Vater aufklären und die Wahrheit hinter dem Akuma Game ans Licht bringen.

## Veröffentlichung
Die Mangaserie wurde von April 2013 bis März 2017 im Magazin Shōnen Magazine veröffentlicht. Die Kapitel wurden von Kodansha in 22 Sammelbänden veröffentlicht. Der amerikanische Ableger Kodansha Comics brachte eine englische Ausgabe heraus.

## Verfilmungen
Eine Live-Action-Adaption wurde von Nippon TV produziert und zwischen dem 7. April und dem 9. Juni 2024 ausgestrahlt. Die Serie umfasst zehn Episoden. Regie führten Tōya Satō, Shunsuke Kariyama und Kento Matsuda. Das Drehbuch stammt von Yoshihiro Izumi und Junichirō Taniguchi. Die Musik komponierte Yugo Kanno. Weltweit erschien die Serie auf Amazon Prime Video.
Ein Spielfilm mit dem Titel Acma: Game: The Final Key wurde als Fortsetzung der Fernsehserie produziert. Die Premiere war der 25. Oktober 2024. Regie führt erneut Tōya Satō, mit einem Drehbuch von Yoshihiro Izumi und Junichirō Taniguchi.